# پیت وندلینگ
پیت وندلینگ (انگلیسی: Pete Wendling؛ ‏ ۶ ژوئن ۱۸۸۸ – ۷ آوریل ۱۹۷۴) آهنگساز، موسیقی‌دان و نوازنده پیانو آلمانی‌الاصل اهل ایالات متحده آمریکا بود.
از فیلم‌هایی که وی در آن‌ها نقش داشته است، می‌توان به بسیار شیک‌پوش اشاره نمود.